# Baseball-Bundesliga 2001
Die Baseball-Bundesliga 2001 war die 18. Saison der Baseball-Bundesliga. Deutscher Meister wurden die Paderborn Untouchables, für die dies der Auftakt zu einer Serie von fünf Meistertiteln in Folge sein sollte. Im Finale setzten sie sich gegen die Köln Dodgers durch, für die dies die zweite Finalniederlage in Folge bedeutete.
Der Titelverteidiger Lokstedt Stealers stürzte ab und konnte nur 9 seiner 34 Saisonspiele gewinnen. Somit blieb nur der letzte Platz und ein Jahr nach der Meisterschaft der Abstieg aus der Bundesliga.

## Reguläre Saison
In den beiden Staffeln Nord und Süd trugen die acht Mannschaften in der regulären Saison jeweils vier Spiele gegeneinander aus. Anschließend spielten die besten vier und die letzten vier Mannschaften noch jeweils zweimal gegeneinander, so dass jede Mannschaft auf regulär 34 Spiele kam.
Die zwei bestplatzierten Mannschaften jeder Staffel qualifizierten sich dann für die Play-offs, in denen über Kreuz im Modus Best-of-Three gespielt wurde.

### 1. Bundesliga Nord
Wie auch im Finale um die deutsche Meisterschaft lieferten sich Paderborn und Köln auch in der regulären Saison einen Kampf um Platz 1, hier noch mit dem besseren Ende für die Kölner.
Neu in der Bundesliga waren die Pulheim Gophers, die für die Holzwickede Joboxers in die Bundesliga aufstiegen waren. Mit dem Abstieg hatte der Aufsteiger mit dem 4. Platz nichts zu tun, dieser wurde für den Vorjahresmeister Lokstedt Stealers als Tabellenletzter Realität.
In den Archivaufzeichnungen hat nicht jedes Team die vorgesehene Anzahl von 34 Spielen verzeichnet. Es ist unklar, warum diese Abweichung auftritt, eine Änderung an der Tabellensituation hätte sich durch Ausspielen der fehlenden Spiele nicht ergeben.
|    | Team                    | G  | V  | Pct. | GB |
| -- | ----------------------- | -- | -- | ---- | -- |
| 1. | Köln Dodgers            | 27 | 7  | .794 | 0  |
| 2. | Paderborn Untouchables  | 26 | 8  | .765 | 1  |
| 3. | Bonn Capitals           | 21 | 12 | .636 | 6  |
| 4. | Pulheim Gophers         | 16 | 17 | .485 | 11 |
| 5. | Elmshorn Alligators     | 14 | 19 | .424 | 13 |
| 6. | Wolfsburg Yahoos        | 11 | 23 | .324 | 16 |
| 7. | Strausberg Sun Warriors | 10 | 23 | .203 | 17 |
| 8. | Lokstedt Stealers       | 9  | 25 | .265 | 18 |

### 1. Bundesliga Süd
Wie in den beiden Vorjahren qualifizierten sich wieder die Mannheim Tornados und die Mainz Athletics für die Play-offs als Vertreter der Bundesligastaffel Süd. Diesmal gewannen die Tornados die Staffel mit nur 2 Niederlagen und damit der besten Statistik aller Bundesligavereine.
Die beiden Aufsteiger Saarlouis Hornets und Mannheim Amigos belegten die beiden letzten Plätze, wobei die Mannheimer nur drei ihrer 28 Saisonspiele gewinnen konnten, diese durch Nichtantritt zur „Saisonverlängerung“ aberkannt bekamen und aus der Bundesliga abstiegen. Durch die Teilnahme der Amigos an der Bundesliga 2001 waren aber erstmals seit 1997 wieder zwei Mannheimer Mannschaften in der höchsten Baseball Spielklasse vertreten.
Wie in der Bundesliga Nord wurden auch im Süden nicht alle Spiele gespielt, ohne dass dies Auswirkungen auf die Abschlusstabelle gehabt hätte.
|    | Team                  | G  | V  | Pct.  | GB |
| -- | --------------------- | -- | -- | ----- | -- |
| 1. | Mannheim Tornados     | 32 | 2  | 0.942 | 0  |
| 2. | Mainz Athletics       | 22 | 11 | 0.667 | 9  |
| 3. | Tübingen Hawks        | 22 | 12 | 0.647 | 10 |
| 4. | Regensburg Legionäre  | 18 | 15 | 0.545 | 13 |
| 5. | Heidenheim Heideköpfe | 17 | 14 | .548  |    |
| 6. | Baldham Boars         | 10 | 22 | .313  |    |
| 7. | Saarlouis Hornets     | 7  | 24 | .226  |    |
| 8. | Mannheim Amigos       | 0  | 28 | .000  |    |

## Play-offs
Zum vierten Mal in Folge seitdem die Mannheim Tornados 1997 die Meisterschaft gewinnen konnten, trafen im Finale zwei Mannschaften aus der Bundesliga Nord aufeinander.
Die Paderborn Untouchables konnten sich in zwei Spielen durchsetzen und damit ihre zweite Meisterschaft feiern.
| Halbfinale | Halbfinale             | Halbfinale | Halbfinale | Halbfinale |  |    | Finale                 | Finale | Finale | Finale | Finale |
|            |                        |            |            |            |  |    |                        |        |        |        |        |
| S1         | Mannheim Tornados      | 2          | 8          |            |  |    |                        |        |        |        |        |
| N2         | Paderborn Untouchables | 5          | 10         |            |  | N2 | Paderborn Untouchables | 4      | 4      |        |        |
| S2         | Mainz Athletics        | 0          | 0          |            |  | N1 | Köln Dodgers           | 2      | 1      |        |        |
| N1         | Köln Dodgers           | 2          | 8          |            |  |    |                        |        |        |        |        |